# SSSE3
Supplemental Streaming SIMD Extension 3 (SSSE3) - aussi connu sous le nom de code Tejas New Instructions (TNI) - est le quatrième jeu d'instructions SSE, souvent nommé à tort SSE4. Introduit par Intel dans son architecture Core, le jeu d'instructions SSSE3 est disponible pour les processeurs de la série Xeon 5100 (Serveur et Station de travail) ainsi que les processeurs Core 2 (Ordinateur portable et Ordinateur de bureau). Les précédents jeux d'instructions SIMD pour les processeurs x86 sont, du plus vieux au plus récent : MMX, 3DNow! (uniquement sur processeur AMD), SSE, SSE2 et SSE3.
Le jeu d'instructions SSSE3 contient 16 nouvelles instructions par rapport au SSE3.

## Processeurs supportant le jeu SSSE3
- Processeurs Intel :
  - Séries Xeon 5100
  - Core i7
  - Intel Core 2
  - Intel Atom
  - Pentium E5400
  - Celeron M Serie 5**
- Processeurs AMD :
  - AMD Fusion A6-A10
  - AMD Fusion Serie E 3xx
  - AMD Bulldozer et ses dérivés
  - AMD Bobcat et dérivés de la famille "low power"
  - AMD Ryzen

## Nouvelles instructions SSSE3
- PSIGNW, PSIGND, PSIGNB
- PSHUFB
- PMULHRSW, PMADDUBSW
- PHSUBW, PHSUBSW, PHSUBD
- PHADDW, PHADDSW, PHADDD
- PALIGNR
- PABSW, PABSD, PABSB